# Мілх Лев Романович
Лев Романович Мілх (1896, Шавлі, Ковенська губернія, Російська імперія (тепер Шауляй, Литва) — розстріляний 13 квітня 1938) — радянський компартійний діяч і залізничник єврейського походження. Член ЦК КП(б)У в 1934—1937 роках. Кандидат у члени ЦК КП(б)У 3 червня — 30 серпня 1937 року. Жертва Сталінського терору.

## Біографія
Народився у родині єврейського землеміра. Закінчив Шауляйську гімназію екстерном у 1913 році.
З 1914 року був коректором друкарні, потім працював землеміром і статистом у повітовій управі.
У 1915 році вступив до Петроградського університету на математичний факультет.
З 1916 року — у російській армії, служив у запасному полку в місті Казані. Закінчив школу прапорщиків.
У березні 1917 року обраний членом Ради солдатських депутатів Казані, у липні 1917 року після об'єднання Рад робітничих, селянських і солдатських депутатів входив до виконавчого комітету Казанської об'єднаної ради. Після корніловського заколоту у жовтні 1917 року очолював Казанську Раду робітничих, селянських і солдатських депутатів.
Член РСДРП(б) з вересня 1917 року.
У 1918 році — військовий комісар Казанської губернії. Влітку 1918 року став комісаром об'єднаного загону червоногвардійців і солдатів Казанського гарнізону, що обороняли місто від військ Комітету Установчих зборів. Загін було перетворено у полк, а полк розгорнуто в 21-у стрілецьку дивізію. При всіх перетвореннях Мілх залишався комісаром цих військових частин. Спочатку дивізія воювала на Східному фронті у складі 5-ї армії, якою керував Михайло Тухачевський, потім її перекинули на Південний фронт, де дивізія взяла участь у розгромі армії Денікіна та взятті Криму.
У 1920 році — начальник Політичного відділу 4-ї армії, член Революційно-військової ради (РВР) Чорноморського укріпленого району, виконувач обов'язків члена РВР 6-ї армії.
У 1921—1923 — секретар районного комітету КП(б)У в Донецькій губернії УСРР. У 1923 — 1926 роках — інструктор ЦК РКП(б), заступник завідувача Організаційно-розподільного відділу ЦК ВКП(б).
У липні 1928 — липні 1930 р. — відповідальний секретар Ульяновського окружного комітету ВКП(б). У 1930 — 1933 роках — секретар Середньо-Волзького крайового комітету ВКП(б).
31 липня 1933 — травень 1936 року — начальник політичного відділу Південно-Західної залізниці — заступник начальника залізниці.
У травні 1936 — червні 1937 року — начальник політичного відділу Одеської залізниці.
У червні — жовтні 1937 року — начальник Одеської залізниці.
У жовтні 1937 року заарештований як активний член «антипартійної» групи та розстріляний.

## Нагороди
- орден Леніна (1936)
- орден Червоного Прапора (1922)
- медалі